# Wila Qullu (Eduardo Abaroa)
El Wila Qullu, también escrito Wila Kkollu o Wila Kollu, es un pico montañoso en las tierras altas andinas de Bolivia.

## Ubicación
El Wila Qullu es un pico montañoso de la Cordillera de los Frailes, en la región del Altiplano central entre la ciudad de Potosí y el lago Poopó. Administrativamente se encuentra en el municipio de Challapata de la provincia de Abaroa en el departamento de Oruro. Con una altura de 5.144 m, es uno de los picos más altos de la Cordillera de los Frailes. El Wila Qullu está ubicado en la parte sureste del municipio de Challapata, a doce kilómetros al oeste del pueblo central de la región montañosa, Cruce Culta. Junto con el vecino pico Wila Quta, también de 5.144 metros de altura, forma parte de una cresta montañosa de cuatro kilómetros de longitud. Seis kilómetros al sur de la cresta discurre de oeste a este la carretera nacional Ruta 1, que va desde el lago Titicaca pasando por Oruro hasta Cruce Culta y luego por Potosí hasta Bermejo en la frontera con Argentina. Unos kilómetros al norte de la cresta fluye de oeste a este el río Jachcha, que fluye sobre el río Jalsuri hasta el río Grande. Treinta kilómetros al sur del pico de la montaña se encuentra el nacimiento del río Pilcomayo, el afluente occidental más largo del río Paraguay.